# Superlliga europea de rugbi a 13
La Superlliga europea de rugbi a 13 és l'única competició de rugbi a 13 completament professional de l'hemisferi nord. La Super League Europe (SLE), en la seva denominació oficial, començà el març de 1996 com una mena d'ampliació del campionat britànic de rugbi a 13, del qual és successora. Als clubs anglesos, que són majoria, es van afegir els millors clubs francesos, amb la intenció de crear una competició molt més potent.
Quan va néixer la competició es va inscriure una secció de rugbi del Paris Saint Germain com a representant de França. L'any 2006 fou el club nord-català de l'Union Treiziste Catalane, adoptant el nom Catalans Dragons, que s'uniren a la competició.
Es disputa entre l'hivern i l'estiu, amb una primera fase regular de 27 partits (entre febrer i setembre) i un play-off a disputar pels sis primers classificats. El campió té dret a disputar la World Club Challenge amb el vencedor de la National Rugby League d'Australàsia.

## Historial

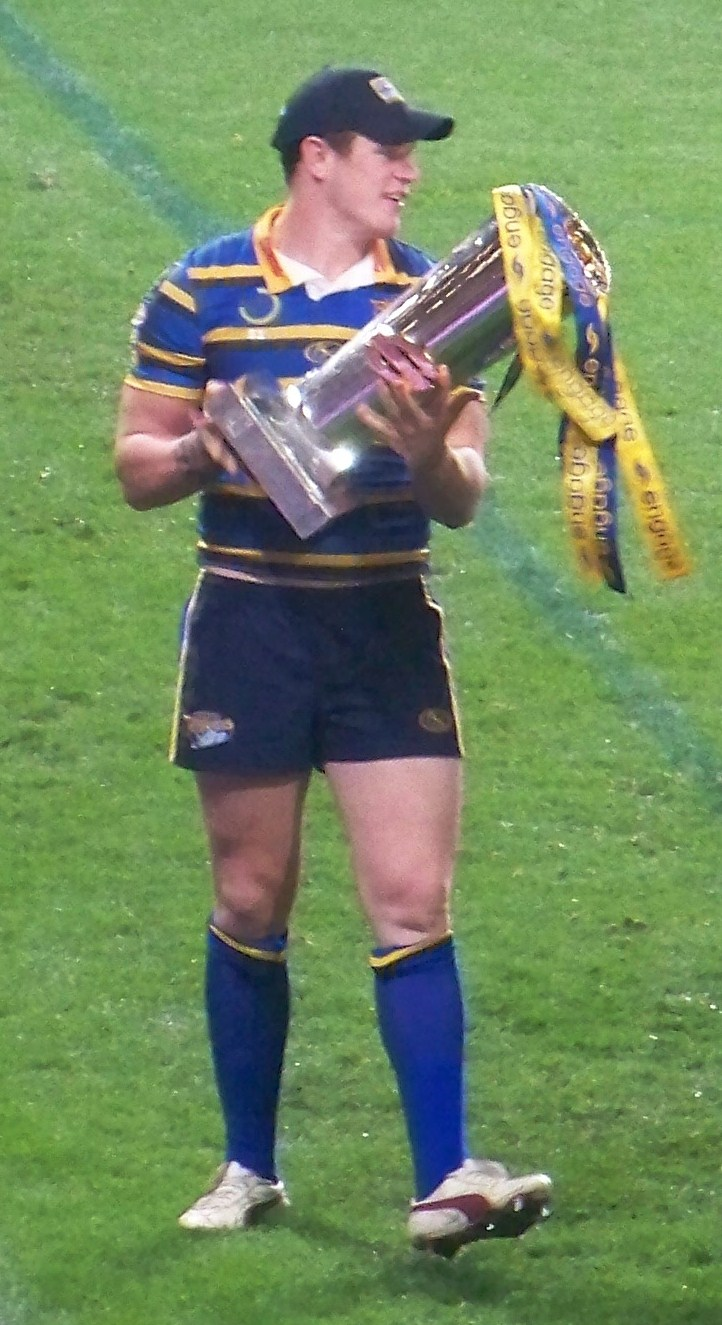
Luke Burgess amb el trofeu de la Superlliga després que el Leeds Rhinos guanyés la final del 2009 per tercer any consecutiu (i ser el primer equip en fer-ho) (Old Trafford, Manchester, 10 d'octubre de 2009)

| Edició | Any  | Campió         | Resultat | Finalista          |
| ------ | ---- | -------------- | -------- | ------------------ |
| I      | 1996 | St Helens RFC  | lligueta | Wigan Warriors     |
| II     | 1997 | Bradford Bulls | lligueta | London Broncos     |
| III    | 1998 | Wigan Warriors | 10-4     | Leeds Rhinos       |
| IV     | 1999 | St Helens RFC  | 8-6      | Bradford Bulls     |
| V      | 2000 | St Helens RFC  | 29-16    | Wigan Warriors     |
| VI     | 2001 | Bradford Bulls | 37-6     | Wigan Warriors     |
| VII    | 2002 | St Helens RFC  | 19-18    | Bradford Bulls     |
| VIII   | 2003 | Bradford Bulls | 25-12    | Wigan Warriors     |
| IX     | 2004 | Leeds Rhinos   | 16-8     | Bradford Bulls     |
| X      | 2005 | Bradford Bulls | 15-6     | Leeds Rhinos       |
| XI     | 2006 | St Helens RFC  | 26-4     | Hull FC            |
| XII    | 2007 | Leeds Rhinos   | 33–6     | St Helens RFC      |
| XIII   | 2008 | Leeds Rhinos   | 24–16    | St Helens RFC      |
| XIV    | 2009 | Leeds Rhinos   | 18–10    | St Helens RFC      |
| XV     | 2010 | Wigan Warriors | 22-10    | St Helens RFC      |
| XVI    | 2011 | Leeds Rhinos   | 32-16    | St Helens RFC      |
| XVII   | 2012 | Leeds Rhinos   | 26-18    | Warrington Wolves  |
| XVIII  | 2013 | Wigan Warriors | 30-16    | Warrington Wolves  |
| XIX    | 2014 | St Helens RFC  | 14-6     | Wigan Warriors     |
| XX     | 2015 | Leeds Rhinos   | 22-20    | Wigan Warriors     |
| XXI    | 2016 | Wigan Warriors | 12-6     | Warrington Wolves  |
| XXII   | 2017 | Leeds Rhinos   | 24-6     | Castlefort Tigers  |
| XXIII  | 2018 | Wigan Warriors | 12-4     | Warrington Wolves  |
| XXIV   | 2019 | St Helens RFC  | 23-6     | Salford Red Devils |
| XXV    | 2020 | St Helens RFC  | 8-4      | Wigan Warriors     |
| XXVI   | 2021 | St Helens RFC  | 12-10    | Dragons Catalans   |
| XXVII  | 2022 | St Helens RFC  | 24-12    | Leeds Rhinos       |
| XXVIII | 2023 | Wigan Warriors | 10-2     | Dragons Catalans   |

## Mitjans de comunicació

### Televisió
- Sky Sports. Emissió de dos partits setmanals.
- beIN Sport. Emissió dels partits dels Catalans Dragons disputats a Perpinyà i també alguns emesos per Sky Sports.
- ShowSports
- Sky Sport
- NTV Plus
- Sport Klub
- America One
- Sportsnet World
- Eurosport Australia
- Māori Television

### Ràdio
- BBC Local Radio
- Bradford Community Broadcasting
- Radio Marseillette
- Radio France Bleu Roussillon
- Yorkshire Radio
- Wish FM